# Charles Rampelberg
Charles Rampelberg (11 de novembro de 1909 — 18 de março de 1982) foi um ciclista francês que representou França nos Jogos Olímpicos de Verão de 1932 em Los Angeles na corrida de 1 km contrarrelógio, conquistando a medalha de bronze.